# Холандски гулден
Холандски гулден или холандски флорин (хол. Nederlandse gulden) је некадашња национална валута Холандије. Њу је 1. јануара 1999. заменио евро као књиговодствена валута. Замена новца у оптицају извршена је 1. јануара 2002. До 28. јануара 2002. гулден је важио као заонско средство плаћања.
Из холандског гулдена су изведени холандски антилски гулден (још увек у употреби на Курасау и Синт Мартину) и суринамски гулден (замењен 2004. суринамским доларом).
Ознака валуте ƒ потицала је од једне старије валуте, флорина (хол. florijn).

## Историја
Гроф Вилхелм V од Холандије и Зеланда први је исковао гулдене у Холандији 1378. Поједини кнежеви су такође ковали гулдене. Холандска држава је настала 1581. оснивањем Републике седам уједињених провинција. У Холандији су ковани гулдени од 1601. У Уједињеном Краљевству Низоземске је 1814. преуређен монетарни систем.
Холандска национална банка је прва почела да штампа папирни новац у Холандији. Ове новчанице постале су законско средство плаћања 1904.
Године 1914. гулден се трговао по стопи од 2,46 гулдена. Од 1938. курс је био 1,82 гулдена. Један холандски гулден 1914. могао је да купи приближно исту количину добара и услуга као 968,06 динара у децембру 2017. Године 1938. куповна моћ гулдена би била приближно једнака 9,54 америчких долара или 915,69 динара у децембру. Гулден је остао веома стабилна валута и такође је био трећа валутна јединица највише вредности у Европи у међуратном периоду.
Након немачке окупације, 10. маја 1940. гулден је везан за рајхсмарку. Тада је 1 гулден вредео 1,5 рајхсмарка. Савезничке снаге које су ослободиле поставиле су курс од 2,652 гулдена = 1 амерички долар. Године 1961. гулден је ревалоризован на 3,62 гулдена = 1 амерички долар, што је промена приближно у складу са немачком марком. После 1967. гулдени су се правили од никла уместо од сребра.
- Новчаница од 25 гулдена из 1861.
- Новчаница од 100 гулдена из 1921.
- Новчаница од 10 гулдена из 1930.
- Новчаница од 1 гулден из 1943.

## Кованице и новчанице од 1945. до 2000.
| Аверс | Реверс | Вредност | Вредност у динаре | Дизајнер     | Датум              |
| ----- | ------ | -------- | ----------------- | ------------ | ------------------ |
|       |        | ƒ10      | 531,62            | Утје Оксенар | 4. јануар 1971.    |
|       |        | ƒ10      | 531,62            | Јап Друпстен | 1. септембар 1997. |
|       |        | ƒ25      | 1327,88           | Јап Друпстен | 27. март 1990.     |
|       |        | ƒ50      | 2656,94           | Утје Оксенар | 7. септембар 1982. |
|       |        | ƒ100     | 5313,88           | Утје Оксенар | 16. март 1981.     |
|       |        | ƒ100     | 5313,88           | Јап Друпстен | 7. септембар 1993. |
|       |        | ƒ250     | 13284,69          | Утје Оксенар | 7. јануар 1986.    |
|       |        | ƒ1000    | 53136,43          | Утје Оксенар | 15. јануар 1973.   |
|       |        | ƒ1000    | 53136,43          | Јап Друпстен | 3. април 1996.     |

До увођења евра у оптицају су биле:
- кованице: 5 центи (Stuiver), 10 центи (Dubbeltje), 25 центи (Kwartje), 1, 2½ (Rijksdaalder), 5 гулдена
Кованице од ½ цента повучене су из оптицаја 1948; оне од 1 цент укинуте су 1. марта 1983.
Кованице од 5 гулдена уведене су у употребу 1. маја 1988.
- новчанице: 10, 25, 50, 100, 250, 1000 гулдена
Новчанице од 20 гулдена важиле су до 1970; новчанице од 5 гулдена повучене су из оптицаја 1990.
Папирни новац од 50 гулдена појавио се 1981, а онај од 250 гулдена 1986.

## Увођење евра
Курс за размену износио је 1 Euro = 2,20371 hfl. ИСО ознака валуте била је NLG. Кованице су се размењивале до 1. јануара 2007, док је рок за новчанице до 1. јануара 2032. 
Гулден, као валута, постоји још на Аруби (арупски флорин) и другим холандским острвима у Карибима (гулден Холандских Антила).